# Gunta Stölzl

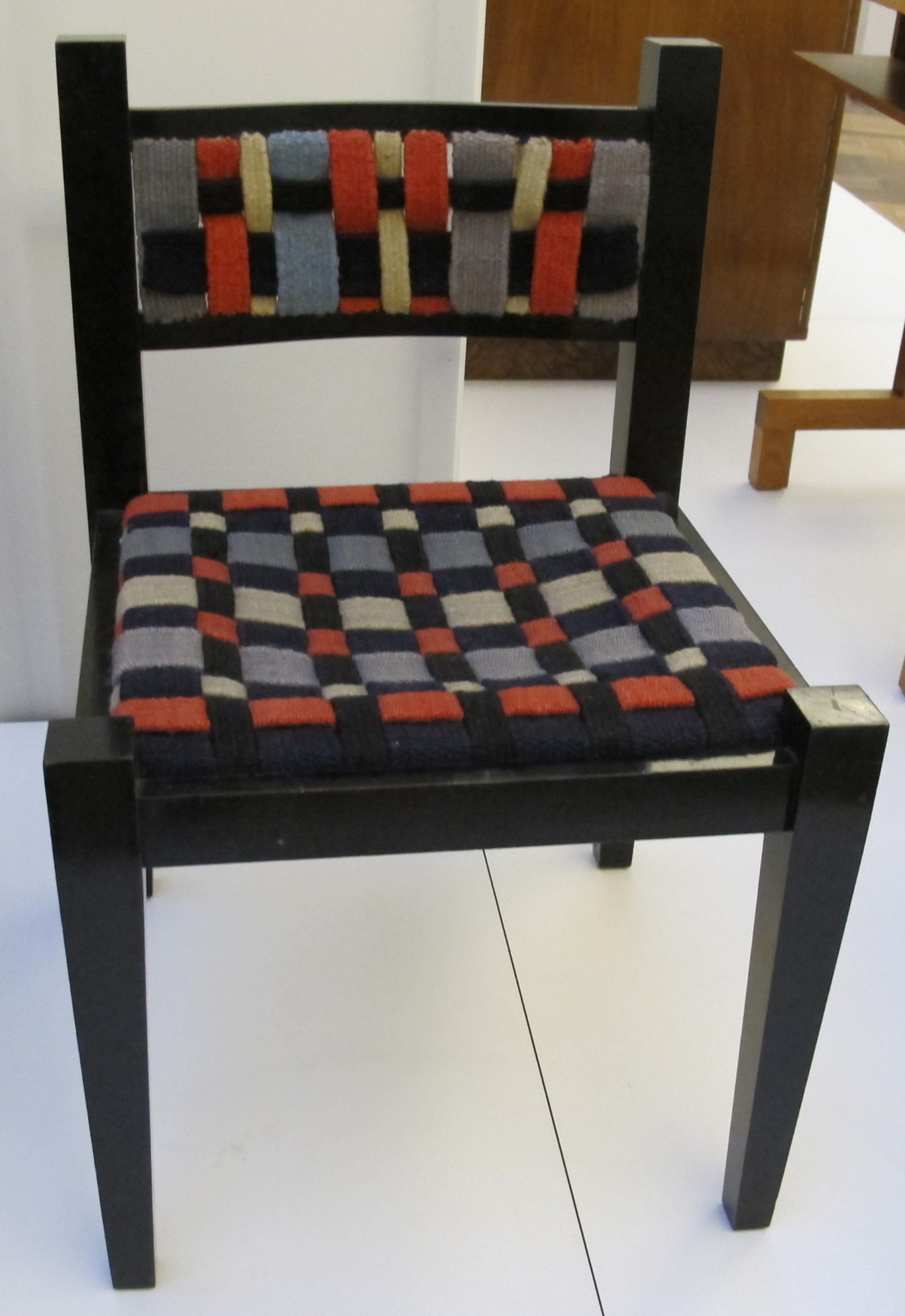
Gunta Stölzl stof op Marcel Breuer stoel, 1922

Adelgunde Franziska Genovefa (Gunta) Stölzl (München, 5 maart 1897 – Männedorf, Zwitserland, 22 april 1983) was een Duits-Zwitsers weefster en textielontwerper. Ze wordt beschouwd als een vernieuwer in de kunst van het handweven en was de eerste vrouwelijke Meester aan het Bauhaus. Haar werken waren te zien in solotentoonstellingen en maken deel uit van internationale kunstcollecties.

## Levensloop
Stölzl was de dochter van de leraar en schooldirecteur Franz Seraph Stölzl en Krzessé Stürzer. Haar broer Erwin was advocaat. Na het voltooien van de middelbare school voor meisjes in München, ging Stölzl in 1914 naar de Koninklijke School voor Toegepaste Kunsten in München. Van 1917 tot 1918 diende ze als Rode Kruis-verpleegster aan het Isonzofront in het huidige Slovenië en aan het westelijk front in Frankrijk.
Na haar terugkeer werd ze in 1919 toegelaten tot het Bauhaus in Weimar. Stölzl raakte bevriend met Marcel Breuer, die in 1920 naar het Bauhaus kwam. In 1921 ontwierpen ze samen de Afrikaanse Stoel en maakte ze de rugleuning en zitting in het weefatelier aan het Bauhaus. In 1921/1922 ontwierp ze onder meer stoffen voor het Huis Sommerfeld van Walter Gropius in Berlijn. In 1922/1923 slaagde ze voor het gezellen examen en droeg ze samen met andere studenten bij aan de oprichting van de "vrouwenklas".
In 1924 volgde ze cursussen verven en productiemethoden aan de technische school voor de textielindustrie in Krefeld. In hetzelfde jaar richtte Stölzl voor Johannes Itten in Herrliberg, aan het meer van Zürich, de Ontos Werkstätten voor handweven in. In 1925 keerde ze terug naar Bauhaus Dessau terug en werd werkmeester in de weefwerkplaats, waarover ze in 1927, nadat Georg Muche was vertrokken, de volledige verantwoordelijkheid kreeg. Gedurende deze tijd bouwde ze voortdurend contacten op met bedrijven voor de productie en verkoop van Bauhaus-stoffen.
Na een gezamenlijke reis naar Moskou in 1928, waaraan ook de Bauhaus-student Peer Bücking deelnam, trouwde ze begin augustus 1929 met de Israëlische architect Arieh Sharon (1900-1984). Op 8 oktober 1929 werd hun dochter Yael geboren. In 1931 voelde Gunta Stölzl zich gedwongen haar functie neer te leggen vanwege politieke en interne Bauhaus-conflicten; ze verliet het Bauhaus in oktober 1931. Met haar huwelijk had ze haar Duitse staatsburgerschap verloren. Nadat ze naar Zwitserland was geëmigreerd, richtte ze nog in hetzelfde jaar in Zürich, samen met de Bauhaus-afgestudeerden Gertrud Preiswerk en Heinrich Otto Hürlimann, de handweverij SPH-Stoffe op. Het bedrijf produceerde onder meer vloerkleden en meubelstoffen voor in huis. In 1936 eindigde haar huwelijk met Sharon in een scheiding. Vanaf 1937 zette Stölzl haar weefatelier alleen voort, nu aan de Florastrasse in Zürich-Seefeld. In 1939 nam ze deel aan de Zwitserse Nationale Tentoonstelling.
In 1942 hertrouwde ze met de schrijver en journalist Willy Stadler, met wie ze het huis van de bevriende architect Elsa Burckhardt-Blum in een nieuw gebouwde woonkolonie in Küsnacht deelde. Een jaar later werd hun dochter Monika geboren. In de jaren vijftig produceerde ze gobelins. Door haar huwelijk was ze Zwitsers staatsburger geworden. Nadat de handweverij Flora in 1967 werd gesloten, bleef ze werken als textielkunstenaar.

## Werk
In het Bauhaus was Stölzl "de belangrijkste wever die hielp om het pad van het weven van een picturaal individueel stuk naar modern industrieel ontwerp te voltooien en te beïnvloeden". In het speciale nummer van het tijdschrift Bauhaus, dat aan haar was opgedragen toen ze het Bauhaus verliet, stond: "Dass man von 'bauhausstoffen' spricht, ist ihr verdienst" (Dat men spreekt van 'Bauhaus-materialen' is haar verdienste").
De opleiding en productie van het weefatelier waren gericht op de productie van textiel voor het nieuwe interieur. Er ontstonden meubelstretchstoffen, per meter verkochte stoffen voor kussens en kleding, wandkleden en tapijten. Hun kleuren en patronen kwamen overeen met de karakteristieke Bauhaus-stijl, beïnvloed door Johannes Itten, Paul Klee en Wassily Kandinsky. Vloertapijten, wandkleden, geknoopte tapijten en gordijnen van Stölzl uit de tijd van het Bauhaus in Weimar zijn bewaard gebleven als ontwerp, in de originele versie of als reproducties. In de weefwerkplaats die ze in Dessau leidde, introduceerde Stölzl industrieel design. Hun weefinstructieprogramma uit 1931 vormde de basis voor de introductie van nieuw, functioneel textiel. Hun productie vormde een alternatief voor het programma van de Weimar-werkplaats, dat steeds meer overeenkwam met esthetische principes. Het concept van het combineren van functionaliteit en esthetische normen van textiel bleef ook doorwerken in hun productie in Zürich, in die zin dat ze in de handweverij SPH-Stoffe in grote aantallen hoogwaardige stoffen voor dagelijks gebruik vervaardigden. Deze waren onder andere te zien op de Zwitserse Nationale Tentoonstelling in 1939.
Uit de Dessau periode (1931) komen ook de zogenaamde Prellerdecken. Dit waren spreien die werden gemaakt voor de bedsteden in het Prellerhaus in Dessau. Er zijn toen meer dan 100 stuks gemaakt, waarvan er geen enkele meer bestaat - behalve foto's. Eind 1990 werden enkele exemplaren opnieuw geproduceerd.
Vanaf 1967 maakte Stölzl in haar atelier wandtapijten uitsluitend naar eigen ontwerp. Hierin weefde ze verschillende materialen zoals garen, raffia, geknoopte stenen en glaskralen. In sommige wandtapijten werden dichtgeweven secties doorbroken met spleten. De aangrenzende kleurvlakken zijn karakteristiek, nemen geometrische en natuurlijke vormen aan en vormen in het totaalbeeld landschappen of plantstructuren.

## Solo-exposities
In Duitsland, Zwitserland en Nederland werden de volgende solotentoonstellingen gehouden:
- Bildteppiche von Gunta Stölzl, Zürich, Lyceumclub, 1970.
- Bildteppiche von Gunta Stölzl, Zürich, Paulus-Akademie
- Gunta Stadler-Stölzl – Wandteppiche und Entwürfe 1921–1976, Bauhaus-Archiv Berlin, 1976.
- Gunta Stölzl – Wandteppiche, Stuttgart, Galerie Lutz, 1977.
- Gunta Stadler-Stölzl – Bildteppiche, Zürich, Paulus-Akademie, 1980.
- Gunta Stölzl – Weberei am Bauhaus und aus eigener Werkstatt, Reizende tentoonstelling, Bauhaus-Archiv Berlin, 1987.
- Bad Säckingen, Villa Berberich, 1988.

- Gunta Stölzl: 100 jaar Bauhausstoffen, Groninger Museum, 2019[7]

## Musea
Haar werken maken deel uit van internationale kunstcollecties:
- Museum of Modern Art, New York
- Metropolitan Museum of Art, New York
- Busch-Reisinger Museum, Harvard-universiteit
- J Paul Getty Museum, Malibu, Californië
- Detroit Institute of Arts, Detroit, Michigan
- Bauhaus-collectie van Misawa Homes, Tokio
- Victoria and Albert Museum, Londen
- Kunstsammlungen Weimar
- Stichting Bauhaus Dessau
- Bauhaus-Archiv, Berlijn
- Neue Sammlung München
- Museum für Kunst und Kulturgeschichte der Hansestadt Lübeck
- Staatsgalerie in Stuttgart
- Designmuseum Bazel
- Basler Kunstverein
- Designmuseum Zürich

## Geschriften
Stölzl schreef verschillende geschriften over het Bauhaus-weven en het Bauhaus, waarvan sommige zeldzame getuigenissen zijn van de vroege dagen, alsmede een overlijdensbericht voor Paul Klee. Haar ongepubliceerde geschriften omvatten de dagboeken van de jaren 1915-1917, 1917-1919 en 1919-1920, kinderaantekeningen 1929-1946 en reisnotities 1928-1946. Daarnaast zijn transcripties bewaard gebleven van de lezingen die ze bijwoonde aan de München School of Applied Arts en aan het Bauhaus, evenals aantekeningen over de technologie van het weefgetouwsysteem, het weefinstructieprogramma en haar eigen weeflessen. Ook haar lange briefwisseling met familie, vrienden en collega-kunstenaars is niet eerder gepubliceerd.

## Straatnamen
In Bremen, Erfurt, Mönchengladbach, München en Weimar zijn straten naar haar vernoemd.
- Bibsys: 90705266
- Bibliothèque nationale de France: cb13194878q (data)
- CiNii: DA03561445
- Gemeinsame Normdatei: 118819836
- Historisch woordenboek van Zwitserland: 022651
- International Standard Name Identifier: 0000 0000 8362 9015
- Library of Congress Control Number: n87949471
- Nationale Bibliotheek van Tsjechië: xx0262766
- Nationale Bibliotheek van Israël: 987007318906705171
- Nederlandse Thesaurus van Auteursnamen: 07300779X
- RKD-Nederlands Instituut voor Kunstgeschiedenis: 253287
- Istituto Centrale per il Catalogo Unico: PCMV010486
- SIKART: 4001644
- SNAC: w6h7107d
- Système universitaire de documentation: 136814956
- Union List of Artist Names: 500048725
- Virtual International Authority File: 8743149068427665730002